# Acraspisoides helviarta
Acraspisoides helviarta är en tvåvingeart som beskrevs av Hill och Shaun L. Winterton 2004. Acraspisoides helviarta ingår i släktet Acraspisoides och familjen stilettflugor.
Artens utbredningsområde är New South Wales. Inga underarter finns listade i Catalogue of Life.